# Дацит

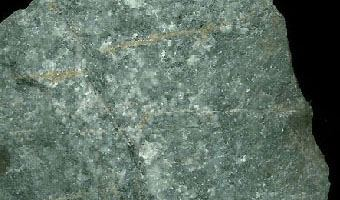
Дацит

Даци́т (от лат. Dacia — историческая область, располагавшаяся между Дунаем и Карпатами во времена Римской империи, где порода была описана впервые) — магматическая вулканическая горная порода кислого состава, нормального ряда щёлочности из семейства дацитов.
По своему составу занимает промежуточное положение между андезитом и риолитом. Аналогично андезиту, состоит в основном из плагиоклазовых полевых шпатов с биотитом, амфиболом и пироксеном (авгит и/или энстатит). Имеет текстуру от скрытозернистой до порфиритовой с вкраплениями кварца. Расцветка пород различных оттенков, после шлифовки многие амфиболовые и биотитовые дациты имеют серый или бледно-коричневый цвет с белыми вкраплениями полевого шпата и чёрными кристаллами биотита и амфибола. Авгитовые и энстатитовые разновидности обычно окрашены темнее.
Средний химический состав: SiO2 65-68 %, TiO2 0,5-0,8 %, Al2O3 13-16 %, Fe2O3 1-2,5 %, FeO 0,5-4 %, MgO 0,5-3 %, CaO 2-4 %, Na2O 2-4 %, K2O 1-3,5 %
Дациты распространены в Румынии, Альмерии (Испания), Аргайле и других частях Шотландии, в Лестершире, Новой Зеландии (Бразерз), в Андах, на Мартинике, в Неваде и других районах западной Северной Америки, в Греции и других местах. Часто ассоциируются с андезитами и трахитами. Образуют лавовые потоки и дайки, а иногда — массивные интрузии в центре вулкана.